# Rinorea guatemalensis
Rinorea guatemalensis är en violväxtart som först beskrevs av Sereno Watson, och fick sitt nu gällande namn av H. H. Bartlett. Rinorea guatemalensis ingår i släktet Rinorea och familjen violväxter. Inga underarter finns listade i Catalogue of Life.